# Stationen der Erinnerung in Wien-Neubau

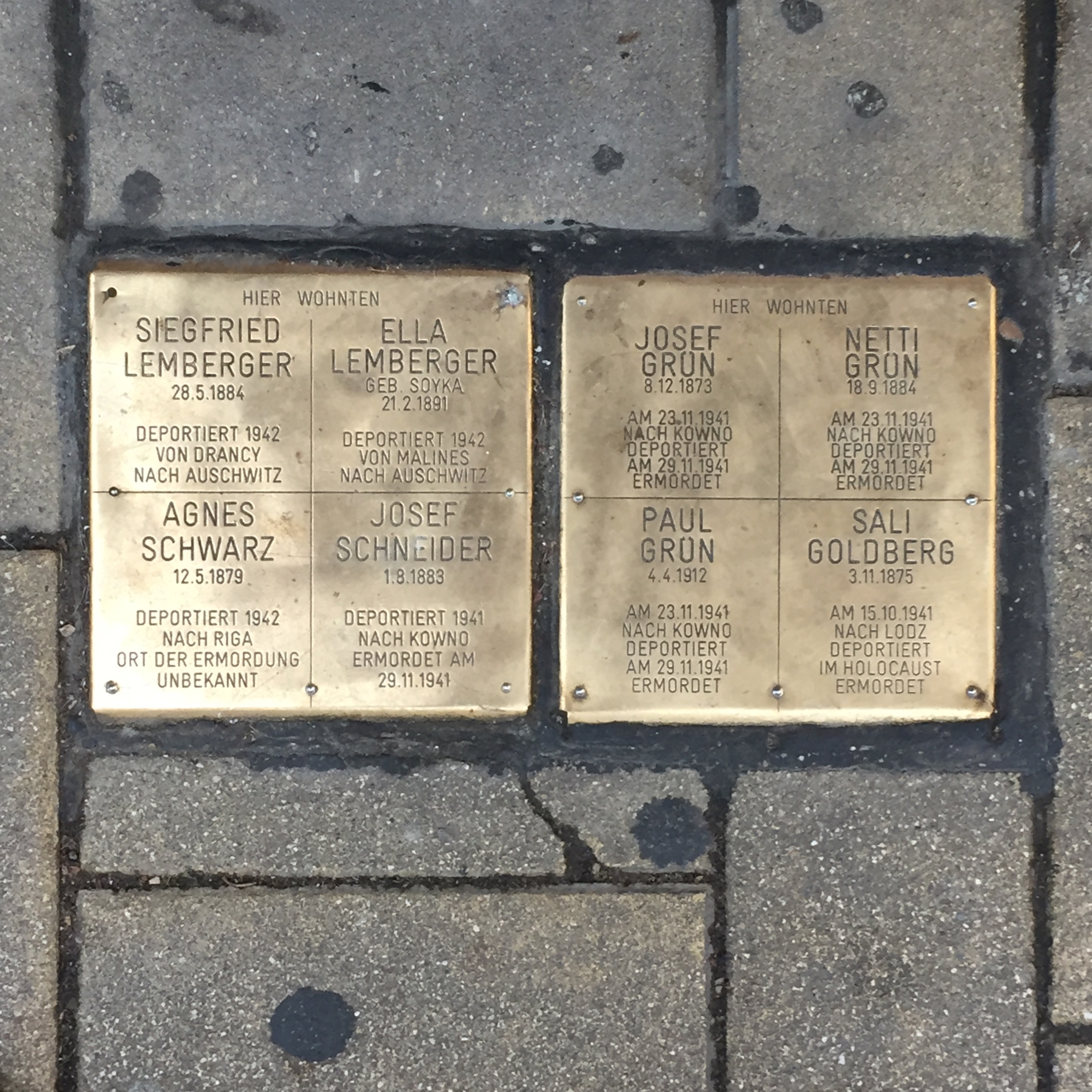
Erinnerungssteine in Wien-Neubau

Die Stationen der Erinnerung in Wien-Neubau beinhalten die Erinnerungssteine im Wiener Gemeindebezirk Neubau, die an das Schicksal der Menschen erinnern, die im Nationalsozialismus ermordet, deportiert, vertrieben oder in den Suizid getrieben wurden. Die Verlegung erfolgt durch den Verein Steine der Erinnerung mit Sitz in der Leopoldstadt.
Das Konzept der Wiener Erinnerungs- und Gedenksteine beruht auf dem der Stolpersteine von Gunter Demnig und wird von diesem als Plagiat bezeichnet. Die hier abgebildeten Erinnerungssteine unterscheiden sich von Demnigs Stolpersteinen (a) durch ihre Größe, sie sind viermal so groß, (b) dadurch, dass sie zumeist mehrere Personen auf einem Erinnerungsstein würdigen, (c) dass sie maschinell gefertigt wurden und nicht von Hand.
Die Tabelle ist teilweise sortierbar; die Grundsortierung erfolgt alphabetisch nach dem Standort. Es sind 11 Gedenksteine verzeichnet, die den Stand vom Juni 2014 wiedergeben. Insgesamt gibt es 47 Gedenksteine im Bezirk Neubau (Stand: 15. April 2025).

## Liste der Erinnerungssteine
Der Wiener Gemeindebezirk Neubau war und ist ein kulturelles und wirtschaftliches Zentrum der Stadt. Die bedeutenden Geschäftsstraßen des Bezirks sind die Mariahilfer Straße und die Neubaugasse, die in der Zeit vor dem Anschluss Österreichs auch ein wichtiges Film- und Kinozentrum war. In Wien-Neubau waren in den 1930er Jahren auch zahlreiche Hutmacher, Kürschner, Posamentierer (Posamente sind Besatzartikel für Textilien), Seidenfabrikanten und Lederwarenfabrikanten beheimatet, viele von ihnen jüdischer Herkunft. Es lebten damals auch eine Reihe bedeutender Kulturschaffender in diesem Bezirk, darunter Karl Farkas, Egon Friedell, Fritz Hochwälder, Ruth Klüger, Fritz Kortner, Georg Kreisler, Berthold Viertel, Fred Wander und Hans Weigel. Sie alle konnten das NS-Regime überleben, freilich in der Emigration oder im Konzentrationslager.
Der Neubau hatte vor 1938 einen relativ hohen Anteil an jüdischen Einwohnern, rund 14,8 Prozent. Das jüdische Leben zählte zum Lokalkolorit und war gut integriert. Das wichtigste Bethaus befand sich in der Schottenfeldgasse 60 und wurde gemeinsam von jüdischen Bewohnern des 6. und 7. Bezirks genutzt. Im Rahmen der Novemberpogrome 1938 wurde es – wie nahezu alle jüdischen Bethäuser und Synagogen Wiens – zerstört. Denn mit der Machtergreifung der Nationalsozialisten in Wien hatte sich die Lage der jüdischen Bevölkerung Wiens dramatisch geändert. Sie „wurden ihrer Rechte, ihrer Würde und ihrer Habe beraubt. Viele von ihnen kamen in die Sammellager in der Kenyongasse 4 und 7 bzw. im ehemaligen Bezirksgericht Neubau in der Burggasse 69. Innerhalb kurzer Zeit wurden sie entweder vertrieben oder ermordet; 950 Menschen aus dem Neubau fielen der Vernichtung zum Opfer.“
| Bild                                 | Name | Standort                           |  | Verlegedatum  | Leben |
| ------------------------------------ | --- | ---------------------------------- |  | ------------- | --- |
|                                      | Katharina Maria Hoffenreich | Kandlgasse 37                      |  | 29. Apr. 2013 | Katharina Maria Hoffenreich wurde am 27. Februar 1881 in Bratislava geboren. Sie lebte in Wien, zuletzt in der Neubaugasse 25. Ihr Name wird auch in den Akten der Vermögensverkehrsstelle genannt, dies bedeutet, dass ihr Vermögen brutto 5.000 Reichsmark überstieg. Des Weiteren ist bekannt, dass sie Inhaberin eines Schweizer Bankkontos war. Am 23. Oktober 1941 wurde sie mit dem Transport 8, Zug DA 9 (ihre Nummer auf dem Transport war die 489) von Wien (Start Aspangbahnhof) nach Łódź deportiert, der Zug erreichte Bahnhof Radegast am 24. Oktober 1941. Am 27. Juli 1942 wurde sie ermordet. |
| Karoline Hoffenreich                 | Karoline Hoffenreich, auch Lilly genannt, wurde am 7. September 1876 geboren. Ihr letzter bekannter Wohnort in Wien war die Neubaugasse 25/12. Sie war Inhaberin eines Schweizer Bankkontos. Am 23. Oktober 1941 wurde sie mit dem Transport 8, Zug DA 9 (ihre Nummer auf dem Transport war die 488) von Wien nach Łódź deportiert, der Zug erreichte Bahnhof Radegast am 24. Oktober 1941. Sie hat nicht überlebt. | Kandlgasse 37                      |  | 29. Apr. 2013 | |
| Eleonore Stern                       | Eleonore Stern, auch Lori genannt, wurde am 14. Juni 1897 in Wien geboren. Ihre Eltern waren Siegmund Stern und Regine Stern, geborene Hoffenreich. Sie war die jüngste von drei Kindern, ihre Geschwister waren Pauline und Marianne Stern. Sie lebte in Wien, zuletzt in der Neubaugasse 25. Am 23. Oktober 1941 wurde sie mit dem Transport 8, Zug DA 9 (ihre Nummer auf dem Transport war die 463) von Wien (Start Aspangbahnhof) nach Łódź deportiert, der Zug erreichte Bahnhof Radegast am 24. Oktober 1941. Sie und ihre Schwester Marianne haben nicht überlebt, über Pauline ist nichts bekannt. | Kandlgasse 37                      |  | 29. Apr. 2013 | |
| Marianne Stern                       | Marianne Stern, auch Mitzi genannt, wurde am 26. September 1893 geboren. Ihre Eltern waren Siegmund Stern und Regine Stern, geborene Hoffenreich. Sie war die älteste von drei Kindern, ihre Geschwister waren Pauline und Eleonore Stern. Sie lebte in Wien, zuletzt in der Neubaugasse 25. Am 23. Oktober 1941 wurde sie mit dem Transport 8, Zug DA 9 (ihre Nummer auf dem Transport war die 462) von Wien (Start Aspangbahnhof) nach Łódź deportiert, der Zug erreichte Bahnhof Radegast am 24. Oktober 1941. Sie und ihre Schwester Eleonore haben nicht überlebt, über Pauline ist nichts bekannt. | Kandlgasse 37                      |  | 29. Apr. 2013 | |
|                                      | Hudia Fiderer (geb. Freud) | Kandlgasse 44                      |  | 30. Okt. 2009 | Hudia Fiderer, geborene Freud, wurde am 30. März 1900 in Snjatyn geboren. Sie war verheiratet mit Samuel Freud, am 26. März 1925 wird Sohn Leo geboren, 1927 erfolgt die Scheidung der Eltern: der Vater zieht nach Berlin, Leo verbleibt bei seiner Mutter. Beide leben in der Kandlgasse 44. Sie verdiente ihren Lebensunterhalt als Näherin und Dienstmädchen für eine jüdische Familie. Als Sohn Leo ins schulpflichtige Alter kam, konnte sich Hudia die Nachmittagsbetreuung nicht leisten, eine Mitnahme des Sohnes zur Arbeit war nicht mehr möglich, Hudia bitte das Fürsorgeamt um Hilfe: ihr Sohn kommt in ein jüdisches Waisenhaus für Knaben. Hier durfte sie ihren Sohn nur noch alle zwei Wochen besuchen und einmal im Monat zum Ausgang mitnehmen. Nach dem Anschluss Österreichs 1938 wurde eine weitere Familie in die kleine Wohnung (10 m²) einquartiert, sie lebten jetzt hier zu dritt. Anfang 1939 hätte sich für Hudia Fiderer die Möglichkeit ergeben nach England zu flüchten, um dort als Dienstmädchen zu arbeiten, sie hätte ihren Sohn nicht mitnehmen können, daher blieb sie in Wien um nach einer Rettungsmöglichkeit für ihren Sohn zu suchen. Zwei Geschwister von Hudia lebten zu dieser Zeit bereits in Palästina und 1940 konnte Leo mit einem Kindertransport, der durch Italien führte, gerettet werden. Für Hudia gab es jetzt keine Möglichkeit mehr zu fliehen. Am 15. Oktober 1941 wird sie mit dem Transport 6, Zug Da 1 (ihre Nummer auf dem Transport lautete 766) von Wien nach Łódź deportiert, der Zug erreichte Bahnhof Radegast am 16. Oktober 1941. Laut Aussage ihres Sohnes wurde sie irgendwann im Jahr 1942 weiterdeportiert, wohin wäre unbekannt. Die meisten Menschen dieses Transportes wurden zwischen dem 4. und 5. Mai 1942 im Vernichtungslager Chelmno ermordet. Leo Fiderer wanderte schließlich in die USA aus. |
|                                      | Elsa Teweles | Lindengasse 43                     |  | 3. Juni 2014  | Elsa Teweles wurde am 27. September 1891 geboren. In Wien wohnte sie zuletzt in einer Sammelwohnung für Juden im 2. Wiener Gemeindebezirk, Rembrandtstraße 22 gemeinsam mit ihrer Mutter Sidonie Teweles. Am 27. April 1942 wurde sie mit dem Transport 18 (ihre Nummer auf dem Transport war die 811) von Wien nach Wlodawa deportiert. Am 29. April 1942 um 23 Uhr kam der Zug am Bahnhof an, von hier mussten die Menschen noch sechs Kilometer zu Fuß bis zur Stadt gehen, von dort wurden sie in nahegelegene Ghettos und Camps transportiert wurden. Zwischen Juni und Oktober 1942 wurden die mit diesem Transport deportierten Menschen in Sobibor und im Vernichtungslager Belzec ermordet. |
| Sidonie Teweles (geb. Löw)           | Sidonie Teweles, geborene Löw, wurde am 20. Januar 1867 in Frýdek-Místek geboren. Sie war verheiratet mit Richard Teweles, das Paar hatte eine Tochter – Elsa, geboren am 27. September 1891. Richard Teweles verstarb am 28. Mai 1932 in Salzburg. In Wien wohnte sie zuletzt in einer Sammelwohnung für Juden im 2. Wiener Gemeindebezirk, Rembrandtstraße 22 gemeinsam mit ihrer Tochter Elsa Teweles. Am 27. April 1942 wurde sie mit dem Transport 18 (ihre Nummer auf dem Transport war die 812) von Wien nach Wlodawa deportiert. Am 29. April 1942 um 23 Uhr kam der Zug am Bahnhof an, von hier mussten die Menschen noch sechs Kilometer zu Fuß bis zur Stadt gehen, von dort wurden sie in nahegelegene Ghettos und Camps transportiert wurden. Zwischen Juni und Oktober 1942 wurden die mit diesem Transport deportierten Menschen in Sobibor und im Vernichtungslager Belzec ermordet. | Lindengasse 43                     |  | 3. Juni 2014  | |
|                                      | Alice Brust (geb. ?) | Myrthengasse 5                     |  | 3. Juni 2014  | Alice Brust wurde am 28. März 1913 in Wien geboren. In Wien war sie zuletzt in der Josefinengasse 4 im 2. Wiener Gemeindebezirk wohnhaft. Am 31. August 1942 wurde sie mit dem Transport 39 , Zug Da 225 von Wien nach Maly Trostinec deportiert (ihre Nummer auf dem Transport war die 310). der Zug erreichte sein Ziel am 4. September 1942. Die Passagiere wurden in den Wald geführt, hier wurden die meisten erschossen, auch Alice Brust. |
| Edgar Brust                          | Edgar Brust wurde am 14. August 1879 in Wien geboren. In Wien war er zuletzt in der Josefinengasse 4 im 2. Wiener Gemeindebezirk wohnhaft. Am 31. August 1942 wurde er mit dem Transport 39 , Zug Da 225 von Wien nach Maly Trostinec deportiert (ihre Nummer auf dem Transport war die 309). der Zug erreichte sein Ziel am 4. September 1942. Die Passagiere wurden in den Wald geführt, hier wurden die meisten erschossen, auch Edgar Brust. | Myrthengasse 5                     |  | 3. Juni 2014  | |
| Mathilde Killinger (geb. Rosenzweig) | Mathilde Killinger, geborenen Rosenzweig, wurde am 14. März 1892 geboren. In Wien war sie zuletzt in der Myrthengasse 5 wohnhaft. Sie beging am 26. April 1944 Selbstmord. | Myrthengasse 5                     |  | 3. Juni 2014  | |
| Martha Klapp                         | Martha Klapp wurde am 5. Februar 1876 geboren. In Wien war sie zuletzt in der Myrthengasse 5 wohnhaft. Am 6. Mai 1942 wurde sie von Wien Aspangbahnhof mit dem Transport 19. Zug DA 201 nach Maly Trostinec deportiert (ihre Nummer auf dem Transport war die 264). Am 11. Mai 1942 kommt der Zug in Minsk an, auf der Fahrt sind acht Menschen verstorben, 82 junge Männer werden für Arbeitsdienste aussortiert, über 900 Menschen werden in einen 13 km entfernten Wald gefahren und dort erschossen, auch Marta Klapp. | Myrthengasse 5                     |  | 3. Juni 2014  | |
|                                      | Basche Gelber | Neubaugasse 21                     |  | 7. Mai 2010   | Basche Gelber wurde am 14. März 1870 in Rava Ruska, Polen, geboren. Sie war verheiratet mit Pinkas Gelber. 1917 kam die sie mit ihrer Familie aus Krakau nach Wien. Sie hatte drei Kinder – Josef, Chane und Zofia. Bis 1939 wohnten sie in der Neubaugasse 21, diese Wohnung mussten sie verlassen und sie kamen in eine Sammelwohnung für Juden in der Westbahnstraße 35. ebenfalls im 7. Wiener Gemeindebezirk. Ihr Sohn Josef wird bereits 1939 verhaftet und deportiert. Am 12. März 1941 werden auch Basche und ihre Tochter Chane verhaftet und mit dem Transport 5 von Wien nach Lagow oder Opatow deportiert (ihre Nummer auf dem Transport war die 454). Von den 992 Menschen, die mit diesem Transport deportiert wurden, haben 11 überlebt. Basche Gelber hat nicht überlebt. Ihre Tochter Zofia konnte 1939 nach England flüchten, deren Tochter Judith Gordon war bei der Verlegung des Erinnerungssteines anwesend. Josef heiratete 1931 Breine Eckstein, das Paar hatte einen Sohn – Paul, geboren 1932. Breine und Paul konnten sich ebenfalls retten, flüchteten auch zuerst nach England und emigrierten dann in die USA. |
| Chane Gelber                         | Chane Gelber wurde am 30. November 1901 in Romanovka, Polen, geboren. 1917 kam die sie mit ihrer Familie aus Krakau nach Wien. Hier arbeitet sie als Masseurin. Bis 1939 wohnten sie in der Neubaugasse 21, diese Wohnung mussten sie verlassen und sie kamen in eine Sammelwohnung für Juden in der Westbahnstraße 35, ebenfalls im 7. Wiener Gemeindebezirk. Ihr Bruder Josef wird bereits 1939 verhaftet und deportiert. Am 12. März 1941 wird auch sie mit ihrer Mutter verhaftet und mit dem Transport 5 von Wien nach Lagow oder Opatow deportiert (ihre Nummer auf dem Transport war die 455). Von den 992 Menschen, die mit diesem Transport deportiert wurden, haben 11 überlebt. Chane Gelber hat nicht überlebt. Ihre Schwester Zofia konnte 1939 nach England flüchten, deren Tochter Judith Gordon war bei der Verlegung des Erinnerungssteines anwesend. Ihr Bruder Josef heiratete 1931 Breine Eckstein, das Paar hatte einen Sohn – Paul, geboren 1932. Breine und Paul konnten sich ebenfalls retten, flüchteten auch zuerst nach England und emigrierten dann in die USA. | Neubaugasse 21                     |  | 7. Mai 2010   | |
| Josef Gelber                         | Josef Gelber wurde am 27. November 1896 in Leopoldowka, Polen, geboren. 1917 kommt er mit seiner Familie aus Krakau nach wien, heir betreibt er eine Parfümerie. 1931 heiratet er Breine Eckstein , 1932 wird der gemeinsame Sohn Paul geboren. Am 20. Oktober 1939 wird er, mit dem allerersten Deportationszug der Wien verlässt, von Wien Aspangbahnhof nach Nisko deportiert. Es wurden nur Männer deportiert, da in Nisko ein sogenanntes Judenreservat gebaut werden sollte und Arbeitskräfte benötigt wurden. Der Zug erreichte Nisko am 23. Oktober. Diesem Transport folgte am 27. Oktober noch ein weiterer aus Wien, doch nur ein kleiner Teil der aus Wien Deportierten, 150 Männer, wurden für das Lager ausgewählt. Die Mehrheit wurde durch Schreckschüsse über die sowjetische Demarkationslinie gejagt. Dort wurden sie größtenteils vom NKWD als politisch unzuverlässig eingestuft in Zwangsarbeitslager gebracht. Bis 1957 kehrten etwas mehr als 100 Männer aus diesen Lagern nach Wien zurück. 1940 wurde das Lager in Nisko aufgelöst, die wenigen Männer (darunter 198 aus Wien) durften wieder heimkehren, wurden aber später meist wieder deportiert. Josef Gelber gehörte nicht zu den wenigen Überlebenden dieser zwei Transporte. | Neubaugasse 21                     |  | 7. Mai 2010   | |
|                                      | Ella Lemberger (geb. Soyka) | Neubaugasse 23                     |  | 30. Okt. 2009 | Ella Lemberger, geborene Soyka, wurde am 21. Februar 1891 in Wien geboren. Sie war verheiratet mit Siegfried Lemberger, einem Film-Produzenten. Das Paar hatte zwei Kinder – Gertrud (geboren 1914) und Edith. Nach dem Anschluss Österreichs verkauften Ella und Siegfried die letzten Habseligkeiten und sie flüchteten nach Belgien. Dort wurden beide getrennt, Ella kam in das SS-Sammellager Mechelen. Am 8. September 1942 wird sie von hier nach Auschwitz-Birkenau deportiert (ihre Nummer auf dem Transport lautete 620), wo sie bei ihrer Ankunft am 10. September 1942 ermordet wurde. Ihre Töchter Edith und Gertrud konnten rechtzeitig fliehen, Gertrud floh bereits 1939 über Italien nach Argentinien und wurde Mutter von zwei Söhnen. |
| Siegfried Lemberger                  | Siegfried Lemberger wurde am 28. Mai 1884 in Preßburg geboren. Er war verheiratet mit Ella, geborenen Soyka. Das Paar hatte zwei Kinder – Gertrud (geboren 1914) und Edith. Er war Pächter des Gloriette Kinos in Wien und seit 1921 betätigte er sich in der österreichischen Filmindustrie. 1937 produzierte er den Film Der Pfarrer von Kirchfeld, ein Film, in dem, trotz des seit dem 20. April 1936 mit Deutschland bestehenden Abkommens, welches verbietet Nicht-Arier zu beschäftigen, vor allem jüdische Künstler beschäftigt waren. Nach dem Anschluss Österreichs verkauften Siegfried und Ella die letzten Habseligkeiten und sie flüchteten nach Belgien. Dort wurden beide getrennt. Ella wurde bereits in Dänemark verhaftet, Siegfried gelangte noch nach Frankreich und schreibt seiner Frau, wird aber auch verhaftet, er kommt in das Internierungslager in Noé und ins Camp de Gurs (es liegen Aufzeichnungen von Relico vor, dass in beide Lager Pakete für ihn geschickt wurden) und wird schließlich vom Sammellager Drancy 28. August 1942 mit dem Transport 25, Zug 901-20 nach Auschwitz-Birkenau deportiert, wo er ermordet wurde.                                                                                                 | Neubaugasse 23                     |  | 30. Okt. 2009 | |
| Josef Schneider                      | Josef Schneider wurde am 1. August 1883 geboren. In Wien lebte er zuletzt in der Neubaugasse 23. Am 23. November 1941 wurde er mit dem Transport 11 , Zug Da 29 von Wien nach Kowno deportiert (seine Nummer auf dem Transport lautete 128). Ursprünglich hätte dieser Transport nach Riga fahren sollen, endete aber am 26. November in Kowno. Die hierher deportierten mussten sechs Kilometer zu Fuß bis zum IX. Fort marschieren, hier werden zwischen dem 26. und 29. November alle 1000 Menschen des Transportes erschossen, Josef Schneider gehört zu jenen, die am 29. November 1941 sterben müssen. | Neubaugasse 23                     |  | 30. Okt. 2009 | |
| Agnes Schwarz                        | Agnes Schwarz wurde am 12. Mai 1879 geboren. In Wien war sie zuletzt in der Neubaugasse 23 im 7. Wiener Gemeindebezirk wohnhaft. Am 26. Januar 1942 wird sie von Wien Aspangbahnhof mit dem Transport 15 nach Riga deportiert (ihre Nummer auf dem Transport lautete 210). Insgesamt waren 1200 Mensch in diesem Transport. Der Zug erreicht Riga am 31. Januar 1942. Während der 6-tägigen Reise gab es weder Nahrung noch Wasser, einige erfroren. Nach der Ankunft mussten die Menschen zu Fuß ins Ghetto, wer nicht mehr laufen konnte (dies betraf vor allem ältere Menschen und Kinder) bekam das Angebot in einem Wagen mitzufahren, diese haben das Ghetto aber nie erreicht, es handelte sich um fahrbare Gaswagen. Vom Transport 15 überlebten 36 Menschen, Agnes Schwarz gehörte nicht zu den Überlebenden. | Neubaugasse 23                     |  | 30. Okt. 2009 | |
|                                      | Josef Grün | Neubaugasse 23                     |  | 25. Juni 2012 | Josef Grün wurde am 8. Dezember 1873 in Bur (St. Georgen) geboren. Er war verheiratet mit Netti Grün, das Paar hatte einen Sohn – Paul. Die Familie lebte in der Neubaugasse 23. Am 23. November 1941 wurde er zusammen mit seiner Familie mit dem Transport 11 , Zug Da 29 von Wien nach Kowno deportiert (seine Nummer auf dem Transport lautete 997). Ursprünglich hätte dieser Transport nach Riga fahren sollen, endete aber am 26. November in Kowno. Die hierher deportierten mussten sechs Kilometer zu Fuß bis zum IX. Fort marschieren, hier werden zwischen dem 26. und 29. November alle 1000 Menschen des Transportes erschossen, Josef Grün gehört zu jenen, die am 29. November 1941 sterben müssen. |
| Netti Grün (geb. ?)                  | Netti Grün wurde am 18. September 1884 geboren. Sie war verheiratet mit Josef Grün, das Paar hatte einen Sohn – Paul. Die Familie lebte in der Neubaugasse 23. Am 23. November 1941 wurde sie zusammen mit ihrer Familie mit dem Transport 11 , Zug Da 29 von Wien nach Kowno deportiert (ihre Nummer auf dem Transport lautete 998). Ursprünglich hätte dieser Transport nach Riga fahren sollen, endete aber am 26. November in Kowno. Die hierher deportierten mussten sechs Kilometer zu Fuß bis zum IX. Fort marschieren, hier werden zwischen dem 26. und 29. November alle 1000 Menschen des Transportes erschossen, Netti Grün gehört zu jenen, die am 29. November 1941 sterben müssen. | Neubaugasse 23                     |  | 25. Juni 2012 | |
| Paul Grün                            | Paul Grün wurde am 4. April 1912 in Wien geboren. Seine Eltern waren Josef und Netti Grün. Die Familie lebte in der Neubaugasse 23. Am 23. November 1941 wurde er zusammen mit seinen Eltern mit dem Transport 11 , Zug Da 29 von Wien nach Kowno deportiert (ihre Nummer auf dem Transport lautete 999). Ursprünglich hätte dieser Transport nach Riga fahren sollen, endete aber am 26. November in Kowno. Die hierher deportierten mussten sechs Kilometer zu Fuß bis zum IX. Fort marschieren, hier werden zwischen dem 26. und 29. November alle 1000 Menschen des Transportes erschossen, Paul Grün wird zusammen mit seinen Eltern am 29. November 1941 ermordet. | Neubaugasse 23                     |  | 25. Juni 2012 | |
| Sali Goldberg                        | Sali Goldberg wurde am 3. November 1875 in Kobersdorf geboren. In Wien lebte er bis zu seiner Deportation in der Neubaugasse 23. Am 15. Oktober 1941 wurde er mit dem Transport 6 , Zug Da 1 von Wien nach Łódź deportiert (seine Nummer auf dem Transport lautete 406), der Zug erreichte Bahnhof Radegast am 16. Oktober 1941. Sein weiteres Schicksal ist unbekannt, allerdings wurden die meisten Menschen dieses Transportes zwischen dem 4. und 5. Mai 1942 im Vernichtungslager Chelmno ermordet. | Neubaugasse 23                     |  | 25. Juni 2012 | |
|                                      | Wilhelm Eisenschimel | Neubaugasse 36                     |  | 25. Juni 2012 | Dr. Wilhelm Eisenschimel wurde am 5. September 1876 in Liberec geboren. In Wien lebte er zuletzt in der Neubaugasse 36. Am 28. November 1941 wurde er mit dem Transport 12 von Wien ins Ghetto Minsk deportiert (seine Nummer auf dem Transport lautete 12). Er hat nicht überlebt. |
| Marcell Singer                       | Marcell Singer wurde am 7. Januar 1903 in Wien geboren. Er war verheiratet und lebte mit seiner Frau Sabine, geborene Klappholz, in der Neubaugasse 36. Am 15. Oktober 1941 wurde er zusammen mit seiner Frau mit dem Transport 6, Zug Da 1 von Wien nach Łódź deportiert (seine Nummer auf dem Transport lautete 991), der Zug erreichte Bahnhof Radegast am 16. Oktober 1941. Sein weiteres Schicksal ist unbekannt, allerdings wurden die meisten Menschen dieses Transportes zwischen dem 4. und 5. Mai 1942 im Vernichtungslager Chelmno ermordet. | Neubaugasse 36                     |  | 25. Juni 2012 | |
| Sabine Singer (geb. Klapholz)        | Sabine Singer, geborene Klapholz, wurde am 28. Dezember 1901 in Wien geboren. Sie war verheiratet und lebte mit ihrem Mann Marcell, in der Neubaugasse 36. Am 15. Oktober 1941 wurde sie zusammen mit ihrem Mann mit dem Transport 6, Zug Da 1 von Wien nach Łódź deportiert (ihre Nummer auf dem Transport lautete 990), der Zug erreichte Bahnhof Radegast am 16. Oktober 1941. Ihr weiteres Schicksal ist unbekannt, allerdings wurden die meisten Menschen dieses Transportes zwischen dem 4. und 5. Mai 1942 im Vernichtungslager Chelmno ermordet. | Neubaugasse 36                     |  | 25. Juni 2012 | |
|                                      | DIESES HAUS WAR LANGE JAHRE EIN ZENTRUM DER ÖSTERREICHISCHEN FILMKULTUR. WIR GEDENKEN DER VIELEN JÜDISCHEN KULTUSCHAFFENDEN, DIE HIER GEWIRKT HABEN | Neubaugasse 36                     |  | 25. Juni 2012 | Text folgt |
|                                      | Szerena Tempelmayr (geb. Blau) | Neubaugürtel 18                    |  | 3. Juni 2014  | Szerena Tempelmayr, geborene Blau, wurde am 6. Oktober 1902 in Bratislava geboren. In Wien lebte sie zuletzt Neubaugürtel 13. Sie wurde am 2. September 1943 mit dem Transport 46k (ihre Nummer auf dem Transport lautete 934) von Wien ins Ghetto Theresienstadt deportiert (in den Ghetto-Aufzeichnungen wird der Transport als IV/14l bezeichnet, die römische IV steht für Ankunft aus Wien). Am 18. Mai 1944 wird sie mit dem Transport Eb ins KZ Auschwitz-Birkenau überstellt (ihre Nummer auf dem Transport lautete 1999) und schließlich am 20. Juli 1944 wird sie ins KZ Stutthof überstellt, wo sie ermordet wurde. |
|                                      | IM ANDENKEN AN ALLE KÜNSTLERINNEN UND KÜNSTLER, ALLE MITARBEITERINNEN UND MITARBEITER DES VOLKSTHEATERS, DIE IM NAMEN DES NATIONALSOZIALISMUS ENTLASSEN, DEPORTIERT UND ERMORDET WURDEN | Volkstheater (Neustiftgassenseite) |  | unbekannt     | Unmittelbar nach der Annexion Österreichs im März 1938 wurde der Verein des Deutschen Volkstheater aufgelöst, das Vermögen floss zum Teil in die Parteikasse der NSDAP und das Grundstück wurde der Deutschen Arbeitsfront übereignet. Anordnungen des Reichspropagandaministers prägten ab sofort die Spielpläne, jüdische, politisch und künstlerisch missliebige Künstler wurden umgehend entfernt, in die Emigration getrieben oder später deportiert und im Osten ermordet. Die Maximen Goebbels’ für alle Theater in seinem Herrschaftsbereich umfassten vier Punkte: - Erziehung im Sinne des nationalsozialistischen Systems, - Verbreitung nationalsozialistischer Propaganda, - Funktion eines Repräsentationsmediums, - Ablenkung von den Kriegsgeschehnissen und der alltäglichen Misere. Folgende Ensemblemitglieder und Gäste des Volkstheaters wurden vom NS-Regime in die Emigration gezwungen oder in Konzentrationslager deportiert und ermordet: - Else Bassermann (1878–1961), Schauspielerin - Albert Bassermann (1867–1952), Schauspieler - Franz Theodor Csokor (1885–1969), Dramatiker - Lili Darvas (1902–1974), Schauspielerin - Maria Fein (1892–1965), Schauspielerin - Karl Forest (1874–1944), Regisseur und Schauspieler - Margarete Fries (1911–2012), Schauspielerin - Adrienne Gessner (1896–1987), Schauspielerin - Theodor Grieg (1889–1957), Schauspieler - Wolfgang Heinz (1900–1984), Regisseur und Schauspieler - Oskar Homolka (1898–1978), Schauspieler - Hans Jaray (1906–1990), Schauspieler - Eugen Jensen (1871–1957), Schauspieler - Oskar Karlweis (1894–1956), Schauspieler - Leopoldine Konstantin (1886–1965), Schauspielerin - Fritz Kortner (1892–1970), Regisseur und Schauspieler - Karl Paryla (1905–1996), Schauspieler - Luise Rainer (1910–2014), Schauspielerin - Ida Roland (1881–1951), Schauspielerin - Friedrich Rosenthal (1885–1942), Regisseur und Dramaturg - Wanda Rotha (1901–1982), Schauspielerin - Joseph Schildkraut (1896–1964), Regisseur und Schauspieler - Heinrich Schnitzler (1902–1982), Regisseur, Schauspieler und Dramaturg - Marianne Schönauer (1920–1997), Schauspielerin - Emil Stöhr (1907–1997), Schauspieler - Rose Stradner (1913–1958), Schauspielerin - Valter Taub (1907–1982), Schauspieler - Walter R. Volbach (1897–1996), Regisseur - Erika Stiedry-Wagner (1890–1974), Schauspielerin und Sängerin Rosenthal wurde im KZ Auschwitz ermordet, Forest im Rahmen des sogenannten Euthanasieverfahrens mit einer Luftinjektion in Wien. Csokor und die berühmte Schauspielerin Tilla Durieux (1880–1971), die oft am Volkstheater gastiert hatte, schlossen sich in Jugoslawien der Widerstandsbewegung an. Schönauer konnte – mit Arbeitsverbot belegt – in Wien überleben, Grieg fand Engagements in Mährisch-Ostrau und später in Metz. Der Schauspieler Franz Feldmann verschwand spurlos, der frühere Direktor Rudolf Beer (1885–1938) beging Selbstmord, nachdem er von Nazi-Schlägern schwer misshandelt worden war. |